# Nadace Neuron
Nadace Neuron (dříve Nadační fond Neuron na podporu vědy) je česká nadace, jejímž cílem je podpora vědy a výzkumu v České republice. Popularizuje práci českých vědců, finančně je oceňuje a snaží se rozvíjet myšlenku moderního mecenášství. Jako svou inspiraci uvádí Josefa Hlávku, významného českého mecenáše vědy a umění.
Nadaci založila v roce 2013 skupina českých podnikatelů a mecenášů. Předsedkyní správní rady je spoluzakladatelka Monika Vondráková.

## Mecenáši a podporovatelé
K zakladatelům a mecenášům nadace patří osobnosti z českého byznysu:
- Monika Vondráková – předsedkyně správní rady
- Ondřej Bartoš – investor (Credo Ventures)
- Dalibor Dědek – spolumajitel společnosti Jablotron
- Václav Dejčmar – spolumajitel společnosti RSJ
- Eduard Kučera – spoluzakladatel společnosti Avast
- Jaroslav Řasa – spoluzakladatel společnosti ABRA Software
- Libor Winkler – předseda představenstva společnosti RSJ

## Ceny Neuron
Nadace každoročně uděluje Ceny Neuron, které jsou spojeny s finanční odměnou. V celkové výši až 8,5 milionu korun ročně představují jedno z nejvýznamnějších soukromých ocenění pro vědce v Česku. Laureáty vybírá vědecká rada složená z českých i zahraničních odborníků.
Ceny jsou udělovány v následujících kategoriích:
- Cena Neuron za přínos světové vědě (dříve za celoživotní přínos) – finanční odměna 1,5 milionu Kč.
- Cena Neuron pro mladé vědce – pro vědce do 40 let v sedmi oborech (společenské vědy, medicína, matematika, fyzika, chemie, biologie a počítačové vědy), odměna pro každého laureáta činí 500 000 Kč.
- Cena Neuron za rozvíjení lásky k vědě – oceňuje osobnosti za popularizaci vědy, odměna činí 500 000 Kč.
- Cena Neuron za propojení vědy a byznysu – oceňuje transfer vědeckých poznatků do praxe, odměnou je mentorské a mediální propojení.

## Expedice Neuron
Nadace financuje vědecké expedice českých vědců do různých částí světa. Program umožnil realizaci více než desítky výzkumných cest.
Významné podpořené expedice:
- Yax Balam: Česko-slovenský archeologický tým objevil v roce 2023 v Guatemale jedno z nejstarších mayských měst.
- Jezero Neuron: Expedice v jižní Albánii objevila rozsáhlé podzemní termální jezero, které bylo po nadaci pojmenováno.
- Výzkum primátů v Amazonii: Biologická expedice přispěla k poznání biodiverzity, mimo jiné zdokumentováním vzácné opice uakari.
- Hranická propast: Mezinárodní tým potvrdil hloubku propasti na 404 metrů, což z ní činí nejhlubší zatopenou jeskyni světa.

## Další aktivity
- Neuron Junior: Program se zaměřuje na podporu studentů středních a vysokých škol. Financuje stáže a výzkumné pobyty v zahraničí a organizuje setkání s vědci.
- Propojování vědy a byznysu: Nadace vytváří platformu pro setkávání vědců, podnikatelů a odborníků na transfer technologií.
- Neuron Club: Platforma pro setkávání mecenášů, členů vědecké rady a oceněných vědců.
- Neuron Online Talk: Série online diskusí s vědci, která je zdarma přístupná veřejnosti na YouTube kanále nadace.